# 林徹斯特 (馬里蘭州)
林徹斯特（英語：Linchester）是位於美國馬里蘭州加羅林縣的一個非建制地區。

## 地理
林徹斯特所處的海拔為高於海平面3米（即10英呎），而該地所採用的時區為UTC-5，即北美东部時區（EST）。同時該地設有夏令時間，為UTC-5調快一小時，即UTC-4（EDT）。